# Wyżyna Częstochowska
Wyżyna Częstochowska (341.31) – wyżyna (mezoregion fizycznogeograficzny) w południowej Polsce, będąca północną częścią Wyżyny Krakowsko-Częstochowskiej. Historycznie stanowi zachodnią część Małopolski, obecnie znajduje się w woj. śląskim oraz małopolskim.
Ma powierzchnię około 983 km². Północną granicę tworzy dolina Warty od Częstochowy po Mstów, południową Brama Wolbromska i dolina Białej Przemszy. Od zachodu graniczy z Obniżeniem Górnej Warty i Kotliną Siewierza. Nad Obniżeniem Górnej Warty wznosi się średnio około 200 m, opada zaś do niego kuestą o wysokości kilkudziesięciu metrów. Granica ta nie przebiega po linii prostej, lecz jest zatokowato powyginana dopływami Warty. Od wschodu graniczy z Niecką Przyrowską i Progiem Lelowskim oraz Wyżyną Miechowską. 
Praktycznie cały teren wyżyny zbudowany jest z górnojurajskich wapieni. W trzeciorzędzie podlegały one silnemu wietrzeniu i przykryte zostały utworami pochodzącymi z wietrzenia. W licznych miejscach ostały się wystające ponad powierzchnię zrównania ostańce i mogoty. Zbudowane są z twardych wapieni skalistych, które oparły się procesom wietrzenia. W okresie zlodowacenia środkowopolskiego doliny przykryte zostały lessem. W wielu dolinach i wąwozach woda płynie tylko po większych opadach i roztopach, normalnie spływ odbywa się pod powierzchnią.
Wyżyna Częstochowska jest krainą głównie rolniczą o zróżnicowanych glebach, od bielicowych przez rędziny do lessu. Są na niej tylko 4 miasta: Olsztyn, Wolbrom, Żarki i  Ogrodzieniec. Przecinają ją 3 linie kolejowe. Część wyżyny jest objęta ochroną jako Park Krajobrazowy Orlich Gniazd. W jego obrębie znajdują się liczne wapienne ostańce, jaskinie i schroniska, oraz ruiny zamków i zamki. Na Równinie Janowskiej utworzono Park Krajobrazowy Stawki. Ostatnio coraz większą rolę odgrywa turystyka. Najciekawszymi turystycznie miejscami wyżyny prowadzi Szlak Orlich Gniazd, Szlak Warowni Jurajskich i wiele innych szlaków turystyki pieszej, rowerowej, narciarskiej i konnej. Liczne skałki są obiektem wspinaczki skalnej. 
Wyżyna Częstochowska dzieli się na pięć mikroregionów lub w najnowszej propozycji regionalizacji fizycznogeograficznej na dziewięć mikroregionów i 114 submikroregionów:
- Wyżyna Mirowsko-Olsztyńska
- Równina Janowska
- Obniżenie Pradeł
- Wyżyna Ryczowska
- Brama Wolbromska.

Natomiast w literaturze krajoznawczej często używany jest inny podział:
- Pasmo Olsztyńsko-Mirowskie
- Pasmo Zborowsko-Ogrodzienieckie
- Pasmo Smoleńsko-Niegowonickie.